# Kamerun-Waldmoschusspitzmaus

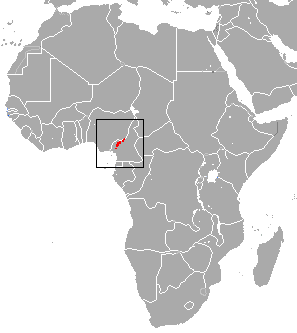
Verbreitungsgebiet der Kamerun-Waldmoschusspitzmaus

Die Kamerun-Waldmoschusspitzmaus (Sylvisorex camerunensis) ist ein mit mehreren disjunkten Populationen in Zentralafrika verbreitetes Säugetier in der Gattung der Wald-Moschusspitzmäuse. Die Population wurde zeitweilig als Unterart in Grants Waldmoschusspitzmaus (Sylvisorex granti) eingefügt.

## Merkmale
Diese sehr kleine Spitzmaus mit weichem und dichtem Fell ist ohne Schwanz 55 bis 60 mm lang, die Schwanzlänge ist etwa entsprechend und das Gewicht liegt bei 4 bis 5 g. Es sind 11 bis 13 mm lange Hinterfüße und 8 bis 10 mm lange Ohren vorhanden. Die Haare der Oberseite sind an der Wurzel dunkelgrau und an den Spitzen dunkelbraun, während die Unterseite nur undeutlich heller ist. Am Bauch kann eine silbrige Tönung vorkommen. Der Kopf ist durch kleine abgerundete Ohren und durch winzige Augen gekennzeichnet. Auf dem schwarzbraunen Schwanz sind viele kleine Borsten vorhanden. Der innere Schneidezahn im Oberkiefer hat keinen hakenartigen Auswuchs. Der obere Eckzahn pro Seite und die drei anschließenden Zähne bilden vier einspitzige Zähne.

## Verbreitung und Lebensweise
Die bekannten verstreuten Populationen befinden sich im westlichen Kamerun und im Grenzbereich zu Nigeria. Die Gebiete liegen in Gebirgen, soweit bekannt zwischen 2000 und 2300 Meter Höhe. Diese Spitzmaus lebt in feuchten Wäldern und besucht Graslandschaften sowie Ackerland.
Weitere Informationen zum Verhalten liegen nicht vor.

## Gefährdung
Forstwirtschaft und die Etablierung von Weide- und Ackerflächen haben zu einer Aufteilung der möglichen Habitate geführt. Weiterhin wirkt sich die intensive Nutzung von Weideflächen negativ aus. Alle Populationen zusammen verteilen sich über ein etwa 17.000 km² großes Gebiet. Die IUCN listet die Kamerun-Waldmoschusspitzmaus als gefährdet (vulnerable).